# Shīr Khūn
Shīr Khūn (persiska: شیر خون, Shīr Khān) är en ort i Iran.   Den ligger i provinsen Khorasan, i den nordöstra delen av landet, 700 km öster om huvudstaden Teheran. Shīr Khūn ligger 1 401 meter över havet och antalet invånare är 150.
Terrängen runt Shīr Khūn är kuperad åt sydväst, men åt nordost är den platt.Runt Shīr Khūn är det ganska glesbefolkat, med 25 invånare per kvadratkilometer. Närmaste större samhälle är Kārīz-e Bālā, 12,8 km väster om Shīr Khūn. Omgivningarna runt Shīr Khūn är i huvudsak ett öppet busklandskap.